# Мавровское озеро
Ма́вровское о́зеро (макед. Мавровско Езеро), также Мавровское водохранилище — третье по величине водохранилище Северной Македонии. Устроено в 1957 году на реке Мавровска в Мавровском полье.
Расположено в северо-западной части республики на высоте 1200 м над уровнем моря. Занимая площадь 13,2 км², простирается в направлении северо-восток — юго-запад на 9,07 км, в ширину достигает 2,5 км, средняя ширина составляет 1,46 км. Длина береговой линии — 24,7 км. Максимальная глубина в 51 м достигается около плотины, располагающейся на западном берегу центральной части акватории. Максимальный объём — 375 млн м³.
При создании озера была затоплена Церковь Николы Летнего. Озеро является туристической достопримечательностью региона.

## Галерея
- Вид на водохранилище со стороны плотины. 17 апреля 2014 г.
- Вид на водохранилище с канатной дороги. 21 сентября 2008 г.
- Вид на водохранилище с юго-запада.
27 августа 2005 г.